# Berlinale 2012

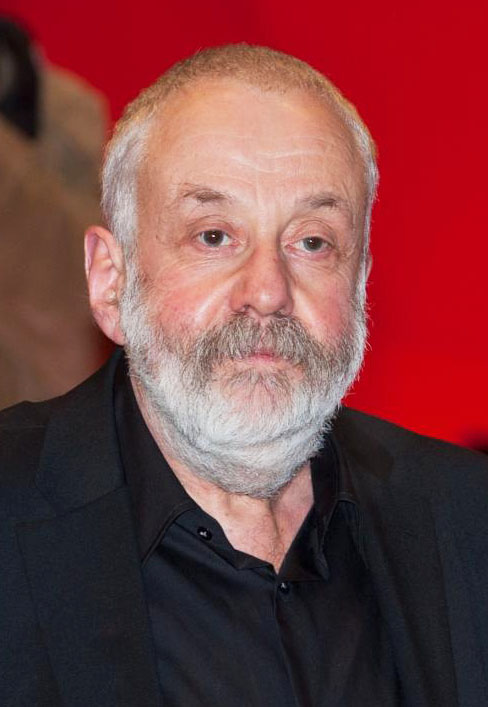
Mike Leigh, président du jury de la Berlinale 2012

La Berlinale 2012 est la 62e édition du festival du film de Berlin, qui s'est déroulée du 9 février 2012 au 19 février 2012. Mike Leigh, metteur en scène de théâtre et réalisateur anglais, en fut le président du jury.

## Jury
|  | Nom                            | Qualité                                     | Nationalité        |
|  | ------------------------------ | ------------------------------------------- | ------------------ |
|  | Mike Leigh (président du jury) | réalisateur, scénariste et metteur en scène | Royaume-Uni        |
|  | Anton Corbijn                  | photographe et réalisateur                  | Pays-Bas           |
|  | Asghar Farhadi                 | réalisateur et scénariste                   | Iran               |
|  | Charlotte Gainsbourg           | actrice et chanteuse                        | France Royaume-Uni |
|  | Jake Gyllenhaal                | acteur                                      | États-Unis         |
|  | François Ozon                  | réalisateur et scénariste                   | France             |
|  | Boualem Sansal                 | écrivain                                    | Algérie France     |
|  | Barbara Sukowa                 | actrice                                     | Allemagne          |

## Sélections

### Compétition
La sélection officielle en compétition se compose de 18 films.
| Titre                                   | Réalisation                    | Pays                                        | Distribution                                                                         |
| --------------------------------------- | ------------------------------ | ------------------------------------------- | ------------------------------------------------------------------------------------ |
| Aujourd'hui                             | Alain Gomis                    | France Sénégal                              | Saul Williams, Aïssa Maïga, Djolof M'bengue, Anisia Uzeyman                          |
| Barbara                                 | Christian Petzold              | Allemagne                                   | Nina Hoss, Ronald Zehrfeld, Rainer Bock, Christina Hecke                             |
| César doit mourir (Cesare deve morire)  | Paolo Taviani Vittorio Taviani | Italie                                      | Cosimo Rega, Salvatore Striano, Giovanni Arcuri, Antonio Frasca                      |
| Captive                                 | Brillante Mendoza              | France Allemagne                            | Isabelle Huppert                                                                     |
| Dictado                                 | Antonio Chavarias              | Espagne                                     | Juan Diego Botto, Bárbara Lennie, Mágica Pérez                                       |
| Les Adieux à la reine                   | Benoît Jacquot                 | France Espagne                              | Léa Seydoux, Diane Kruger, Virginie Ledoyen                                          |
| À moi seule                             | Frédéric Videau                | France                                      | Agathe Bonitzer, Reda Kateb, Hélène Fillières, Noémie Lvovsky                        |
| Bailuyuan                               | Wang Quan'an                   | Chine                                       | Zhang Fengyi, Zhang Yuqi, Wu Gang                                                    |
| Just the Wind (Csak a szél)             | Benedek Fliegauf               | Hongrie Allemagne France                    | Lajos Sárkány, Katalin Toldi, Gyöngyi Lendvai, György Toldi                          |
| Royal Affair (En Kongelig Affære)       | Nikolaj Arcel                  | Danemark République tchèque Suède Allemagne | Mads Mikkelsen, Alicia Vikander, Trine Dyrholm, David Dencik, Mikkel Boe Følsgaard   |
| La Grâce (Gnade)                        | Matthias Glasner               | Allemagne Norvège                           | Jürgen Vogel, Birgit Minichmayr, Henry Stange, Ane Dahl Torp, Maria Bock             |
| Jayne Mansfield's Car                   | Billy Bob Thornton             | États-Unis                                  | Billy Bob Thornton, Robert Duvall, John Hurt, Kevin Bacon, Robert Patrick            |
| Postcards from the Zoo (Kebun binatang) | Edwin                          | Indonésie Allemagne Hong Kong Chine         | Ladya Cheryl, Nicholas Saputra                                                       |
| L'Enfant d'en haut                      | Ursula Meier                   | Suisse France                               | Léa Seydoux, Kacey Mottet-Klein, Martin Compston, Gillian Anderson                   |
| Meteora                                 | Spiros Stathoulopoulos         | Allemagne Grèce                             | Theo Alexander, Tamila Koulieva                                                      |
| Rebelle                                 | Kim Nguyen                     | Canada                                      | Rachel Mwanza, Alain Bastien, Serge Kanyinda, Ralph Prosper, Mizinga Mwinga          |
| Tabou (Tabu)                            | Miguel Gomes                   | Portugal Allemagne Brésil France            | Teresa Madruga, Laura Soveral, Ana Moreira, Carloto Cotta                            |
| Un week-end en famille (Was bleibt)     | Hans-Christian Schmid          | Allemagne                                   | Lars Eidinger, Corinna Harfouch, Sebastian Zimmler, Ernst Stötzner, Picco von Groote |

### Hors compétition
7 films sont présentés hors compétition.
| Titre                                                                         | Réalisation                    | Pays                | Distribution                                                                      |
| ----------------------------------------------------------------------------- | ------------------------------ | ------------------- | --------------------------------------------------------------------------------- |
| Bel ami                                                                       | Declan Donnellan, Nick Ormerod | Royaume-Uni         | Robert Pattinson, Uma Thurman, Kristin Scott Thomas, Christina Ricci, Colm Meaney |
| Extrêmement fort et incroyablement près (Extremely Loud and Incredibly Close) | Stephen Daldry                 | États-Unis          | Thomas Horn, Tom Hanks, Sandra Bullock, Max von Sydow                             |
| Dragon Gate, la légende des sabres volants (Lóng Mén Fēi Jiǎ)                 | Tsui Hark                      | Hong Kong Chine     | Jet Li, Zhou Xun, Chen Kun, Kwai Lun-mei                                          |
| Piégée (Haywire)                                                              | Steven Soderbergh              | États-Unis          | Gina Carano, Michael Fassbender, Ewan McGregor                                    |
| Sacrifices of War (Jin líng Shi San Chai)                                     | Zhang Yimou                    | Chine               | Christian Bale, Ni Ni, Atsuro Watabe                                              |
| Shadow Dancer                                                                 | James Marsh                    | Royaume-Uni Irlande | Clive Owen, Andrea Riseborough, Gillian Anderson, Aidan Gillen                    |
| Young Adult                                                                   | Jason Reitman                  | États-Unis          | Charlize Theron, Patton Oswalt, Patrick Wilson, Elizabeth Reaser, J. K. Simmons   |

## Palmarès
| Prix                                                  | Attribué à                          | Film                                               |
| ----------------------------------------------------- | ----------------------------------- | -------------------------------------------------- |
| Ours d'or du meilleur film                            | Paolo Taviani et Vittorio Taviani   | César doit mourir (Cesare deve morire)             |
| Ours d'argent (Grand prix du jury)                    | Bence Fliegauf                      | Just The Wind (Csak a szél)                        |
| Ours d'argent du meilleur réalisateur                 | Christian Petzold                   | Barbara                                            |
| Ours d'argent de la meilleure actrice                 | Rachel Mwanza                       | Rebelle de Kim Nguyen                              |
| Ours d'argent du meilleur acteur                      | Mikkel Boe Følsgaard                | Royal Affair (En Kongelig Affære) de Nikolaj Arcel |
| Ours d'argent de la meilleure contribution artistique | Lutz Reitemeier                     | White Deer Plain (Bai lu yuan) de Wang Quan'an     |
| Ours d'argent du meilleur scénario                    | Nikolaj Arcel et Rasmus Heisterberg | Royal Affair (En Kongelig Affære) de Nikolaj Arcel |
| Prix Alfred Bauer                                     | Miguel Gomes                        | Tabou (Tabu)                                       |
| Mention spéciale du Jury                              | Ursula Meier                        | L'Enfant d'en haut                                 |

### Prix honorifiques du festival
| Prix                   | Attribué à                                     | Observations |
| ---------------------- | ---------------------------------------------- | ------------ |
| Ours d'or d'honneur    | Meryl Streep                                   | Actrice      |
| Caméra de la Berlinale | Studios de Babelsberg, Haro Senft et Ray Dolby |              |